# Kothanaghatta, Channarayapatna
Kothanaghatta là một làng thuộc tehsil Channarayapatna, huyện Hassan, bang Karnataka, Ấn Độ.